# Schlammfestival Boryeong

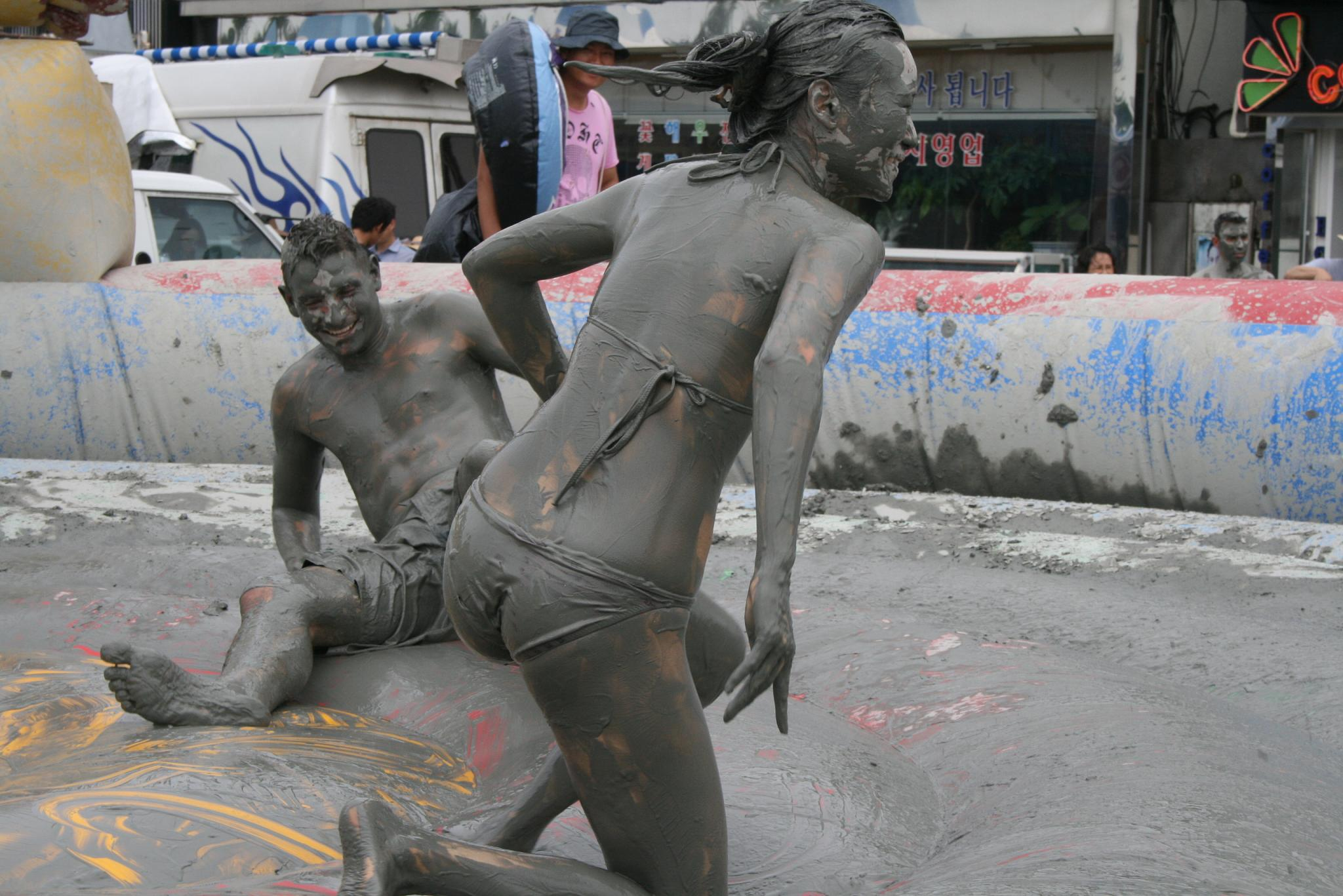
Besucher des Festivals (2008)

Das Schlammfestival Boryeong (koreanisch: 보령머드축제) ist ein jährlich stattfindendes Festival in Boryeong in der südkoreanischen Provinz Chungcheongnam-do, etwa 200 km von der Hauptstadt Seoul entfernt. 
Seit 1998 findet das Festival jährlich etwa Mitte Juli statt und dauert jeweils etwa zehn Tage. Es wird von der Stadt organisiert und zählt mittlerweile mit zwei bis vier Millionen Besuchern zu den größten Veranstaltungen des Landes. 2014 kamen etwa 3000 Menschen bereits am Eröffnungstag. Besonders hoher Andrang herrscht allerdings am letzten Wochenende. Teilweise werden sogar direkte Busverbindungen vom Flughafen Seoul zum Festivalstrand angeboten, da zunehmend ausländische Touristen (ca. ein Zehntel der Besucher) für das Festival nach Boryeong kommen.
Die Ursprünge des Festivals liegen in einer Marketing-Idee: Schlamm aus dem nahe gelegenen Meer am Taeanhaean-Nationalpark gilt als besonders mineralhaltig und enthält unter anderem überdurchschnittlich viel Germanium und Bentonit. Die lokale Kosmetikindustrie verarbeitet den Schlamm in ihren Produkten und es kam die Idee auf, die positive gesundheitliche Wirkung des Schlamms bekannter zu machen.
Heute wird am Strand von Boryeong aus Tonnen von Schlamm das Mud Experience Land aufgebaut. Dieses bietet eine Vielzahl an Attraktionen wie Schwimmen, Rutschen und Wrestling im Schlamm, Massagen und andere Gesundheitsanwendungen usw. Für Bodypainting wird auch gefärbter Schlamm bereitgehalten. Begleitend finden auf einer eigenen Bühne Tanz- und Musikaufführungen und Konzerte, z. B. von bekannten K-Pop-Künstlern und Technogruppen, statt. Außerdem kommt es zu einer Wahl, bei der Mister und Miss Mud gekürt werden. Für Kinder gibt es einen eigenen Bereich. Der Besuch von Aufführungen und Konzerten ist in der Regel kostenfrei. Für die eigentlichen „Schlamm-Bereiche“ kostete eine Eintrittskarte 2018 zwischen 4000 und 14.000 Won, wobei für ausländische Gäste teilweise Rabatte gewährt werden. Gelegentlich kommt es zu gesundheitlichen Problemen, so mussten 2009 etwa 200 Besucher wegen Juckreiz und Hautausschlag ärztlich behandelt werden, teilweise im Krankenhaus.
Außerhalb des Strandes sind diverse Verkaufs- und Essensstände in der Stadt vorhanden, die unter anderem mit der Mud Tram, einem Touristenzug, erreicht werden können.